# Upright Mountain
Upright Mountain är ett berg i Kanada.   Det ligger på gränsen mellan British Columbia och Alberta, i den västra delen av landet, 3 200 km väster om huvudstaden Ottawa. Toppen på Upright Mountain är 2 978 meter över havet, eller 804 meter över den omgivande terrängen. Bredden vid basen är 11,4 km.
Terrängen runt Upright Mountain är kuperad åt nordost, men åt sydväst är den bergig. Trakten runt Upright Mountain är nära nog obefolkad, med mindre än två invånare per kvadratkilometer.. Det finns inga samhällen i närheten. 
Trakten runt Upright Mountain består i huvudsak av gräsmarker.